# Arbeitsschutzgesetz
Das Arbeitsschutzgesetz (Abkürzung ArbSchG) ist ein deutsches Gesetz zur Umsetzung der Richtlinie 89/391/EWG (Arbeitsschutz-Rahmenrichtlinie).
Das Arbeitssicherheitsgesetz ist das „Controlling-Gesetz“ zum Arbeitsschutzgesetz.
Ziel des Gesetzes ist es, die Gesundheit aller Beschäftigten – einschließlich der des öffentlichen Dienstes – durch Maßnahmen des Arbeitsschutzes zu sichern und zu verbessern (§ 1).

## Wesentliche Inhalte
Wesentliche Neuerung bei der Einführung des Gesetzes war die Gefährdungsbeurteilung (§ 5). Sie ist eine „Beurteilung der Arbeitsbedingungen“ und nicht eine Beurteilung der Beschäftigten. Neben klassischen Gefährdungsarten wie „physikalische, chemische und biologische Einwirkungen“ sind auch Gefährdungen zu beurteilen, die sich aus „der Gestaltung von Arbeits- und Fertigungsverfahren, Arbeitsabläufen und deren Zusammenwirken“ und „unzureichender Qualifikation und Unterweisung der Beschäftigten“ ergeben (§ 5).
Mit Änderung vom Oktober 2013 wurde in der Gefährdungsbeurteilung auch der Punkt psychische Belastungen explizit ausformuliert (§ 5 Abs. 3 Nr. 6).
Die Wirksamkeit der sich aus der Gefährdungsbeurteilung der Arbeitsbedingungen ergebenden Präventionsmaßnahmen ist zu überprüfen (§ 3). Aus der Fokussierung des Arbeitsschutzgesetzes auf Arbeitsbedingungen und nicht auf individuelle Mitarbeiter ergibt sich für die Präventionsmaßnahmen, dass Gefahren an ihrer Quelle zu bekämpfen sind und dass individuelle Schutzmaßnahmen (Persönliche Schutzausrüstung) nachrangig zu anderen Maßnahmen sind (§ 4). Dokumentation ist erforderlich (§ 6).
Der Arbeitgeber hat ferner für eine regelmäßige (mind. jährliche) Unterweisung seiner Mitarbeiter zu sorgen (§ 12).
Der Arbeitgeber kann Aufgaben und Pflichten auf geeignete Mitarbeiter übertragen (§ 7, § 13), bleibt aber in jedem Fall verpflichtet, die Erfüllung der übertragenen Aufgaben zu kontrollieren.
Die Mitarbeiter haben ihrerseits die Hinweise des Arbeitgebers zu beachten und dafür Sorge zu tragen, dass durch ihre Tätigkeit andere Personen nicht gefährdet werden (§ 15). Sie sind ferner verpflichtet, festgestellte Mängel, die Auswirkungen auf Sicherheit und Gesundheit haben können, dem Arbeitgeber zu melden (§ 16).

## Verordnungen
§ 18 und § 19 Arbeitsschutzgesetz bildet die Ermächtigungsgrundlage zum Erlass von Rechtsverordnungen auf dem Gebiet Sicherheit und Gesundheit bei der Arbeit. Auf dieser Grundlage wurden bis Oktober 2024 – u. a. zur Umsetzung der entsprechenden Einzelrichtlinien zur europäischen Arbeitsschutz-Rahmenrichtlinie – folgende nationale Verordnungen erlassen:
- Arbeitsschutzverordnung zu künstlicher optischer Strahlung (OStrV, Umsetzung der Richtlinie 2006/25/EG)
- Arbeitsstättenverordnung (ArbStättV, Umsetzung der Richtlinie 89/654/EWG)
- Baustellenverordnung (BaustellV, Umsetzung der Richtlinie 92/57/EWG)
- Betriebsdatenweiterleitungsverordnung (BDWV) vom 23. April 2018 (BGBI. I S. 526)
- Betriebssicherheitsverordnung (BetrSichV, Umsetzung der Richtlinie 89/655/EWG)
- Bildschirmarbeitsverordnung (BildscharbV, Umsetzung der Richtlinie 90/270/EWG), seit 3. Dezember 2016 außer Kraft, eingefügt in ArbStättV
- Biostoffverordnung (BioStoffV, Umsetzung der Richtlinie 2000/54/EG)
- Druckluftverordnung (DruckLV) vom 4. Oktober 1972 (BGBI. I S. 1909, FNA 7108-33), zuletzt geändert durch Art. 103 des Gesetzes vom 29. März 2017 (BGBI.IS. 626, 643)
- Gefahrstoffverordnung (GefStoffV, Umsetzung der Verordnung (EG) Nr. 1907/2006 (REACH) und Verordnung (EG) Nr. 1272/2008 (CLP))
- Lärm- und Vibrations-Arbeitsschutzverordnung (LärmVibrationsArbSchV, Umsetzung der Richtlinie 2003/10/EG und der Richtlinie 2002/44/EG)
- Lastenhandhabungsverordnung (LasthandhabV, Umsetzung der  Richtlinie 90/269/EWG)
- PSA-Benutzungsverordnung (PSA-BV, Umsetzung der Richtlinie 89/656/EWG)
- Verordnung zur arbeitsmedizinischen Vorsorge (ArbMedVV)
- Arbeitsschutzverordnung zu elektromagnetischen Feldern (EMFV, Umsetzung der Richtlinie 2013/35/EU)

Durch das Arbeitsschutzkontrollgesetz vom 22. Dezember 2020 (BGBl. I S. 3334) wurde mit Wirkung zum 1. Januar 2021 eine zusätzliche Ermächtigungsgrundlage für Rechtsverordnungen in das Arbeitsschutzgesetz eingefügt. Der neue § 18 Abs. 3 erlaubt dem Bundesarbeitsministerium, in epidemischen Lagen von nationaler Tragweite für einen befristeten Zeitraum spezielle Rechtsverordnungen zum Arbeitsschutz zu erlassen. Das Bundesarbeitsministerium erließ daraufhin am 21. Januar 2021 die SARS-CoV-2-Arbeitsschutzverordnung.

## Mitbestimmung
In Deutschland berührt das Arbeitsschutzgesetz wichtige Bestimmungen des Betriebsverfassungsgesetzes. Daraus ergibt sich in Betrieben mit Betriebsräten eine Aufsichts- und Mitbestimmungspflicht dieser Mitarbeitervertretungen. Wie in konkreten Fällen Risikobeurteilungen, Präventionsmaßnahmen, Wirksamkeitskontrollen und die Dokumentationspflicht umzusetzen sind, kann mit Betriebsvereinbarungen geregelt werden. Das gibt Betrieben und Betriebsräten neue Möglichkeiten bei der Arbeitsplanung. Beispielsweise kann ein Betriebsrat für Mitarbeiter in der Verwaltung oder im IT-Bereich dafür sorgen, dass Projektplanungen Gefährdungsbeurteilungen zur Arbeitsdichte und Arbeitsbelastung enthalten, um eine Prävention psychischer und psychosomatischer Erkrankungen zu erreichen. Hilfreich ist auch die Pflicht des Arbeitgebers zur Dokumentation und Wirksamkeitskontrolle präventiver Maßnahmen. Mit entsprechenden Betriebsvereinbarungen kann nun dafür gesorgt werden, dass diese Pflicht in konkreten Projektplanungen erfüllt wird.